# Проблема хліба
«Проблема хліба» — оповідання Валер'яна Підмогильного.

## Публікації твору
Оповідання вперше надруковано в журналі «Нова Україна» (1923, № 4), що видавався під редакцією Володимира Винниченка та М. Шаповала (Прага — Берлін).
В журналі «Нова Україна» (1923, № 1-2) під рубрикою «Хроніка. Україна. Культурне життя» повідомлялося: З літературних новин слід відзначити музичну поему Павла Тичини «Сковорода», про яку Меженко зазначає, що вона трохи академічного характеру, Валеріян Підмогильний видав багато оповідань: «Щоденник поета», «Комуніст» тощо. Ймовірно, що під заголовком «Щоденник поета» спочатку позначалося оповідання «Проблема хліба». Адже воно написане у формі щоденника студента, що голодує. А слова «… я навіть написав на честь періжечків прекрасний сонет» підтверджують, що головний герой — поет. У збірці оповідань Підмогильного «Повстанці», що вийшла друком у берлінському видавництві «Нова Україна», було вміщено й «Проблему хліба». Під твором було зазначено: «Ворзель на Київщині, червень, 1922 р». Оповідання увійшло до збірки «Військовий літун» (1924), а також дало назву найповнішій збірці новелістики Валер'яна Підмогильного, що виходила двома виданнями за життя автора (Проблема хліба: Оповідання. К.: Маса, 1927; Проблема хліба: Оповідання. — Харків — Київ: Книгоспілка, 1930. — Вид. 2).

## Сюжет
В оповіданні, що написане у формі щоденника, розповідається про молодого студента, який в часи голоду намагається роздобути для себе якісь харчі. Спочатку він вирішує зайнятись спекуляцією. Вкравши в господині квартири «три золоті десятки» та накупивши на ці гроші дефіцитного товару, він вирушає на село. Але там йому стає огидно від свого заняття і він продає свій крам абияк, лише щоб швидше закінчити «цю брудну справу». Харчі, що йому вдалося виторгувати, невдовзі забирають червоноармійці і студент, залишившись голодним, змушений повертатися до міста. Біля станції він випадково натрапляє на баштан та їсть одного кавуна. Це стає причиною сутички зі старим дідом, охоронцем баштану, якого студент випадково вбиває. Повертаючись з вокзалу до свого дому, герой допомагає випадковій жінці нести її сумки і вона запрошує його зайти при нагоді «попоїсти пиріжків». Невдовзі студент приходить до неї додому і господиня годує його оселедцем і свіжою картоплею. Довідавшись, що він голодує, жінка запрошує його прийти знову. Під час другої зустрічі вона його домагається в результаті чого герой залишається в неї на ніч. Зрештою, вони домовляються, що студент буде жити у жінки «ніби небіж», а вона натомість буде його годувати. Оповідання закінчується роздумами головного героя про жінок, самого себе, а також очевидну вигоду від його нових стосунків.
|  | Я споглядаю сам себе. Там, на базарі, де моя подруга продає пиріжки, - сварка, лайка, заздрість, брехня, - а я виростаю з цього, як холодна хризантема на угноєній землі... Так де-не-де на ланах життя повстаємо ми, самотні, пишно-холодні квітки, і вдивляємось у самих себе, як у безодню світла і тіні. |